# Trei scurtmetraje cu Cai Putere
Trei scurtmetraje cu Cai Putere este un film românesc din 2015 regizat de Daniel Sandu.